# Brendan Moore
Brendan Moore, född 17 februari 1972 i Sheffield, England, är en professionell snookerdomare.
Moore gjorde sin första turnering på protouren hösten 2005, då han dömde i kvalet till Grand Prix. Efter ett par år blev han ett mer känt ansikte på touren, och 2008 gjorde han sin första VM-turnering, där han bland annat dömde kvartsfinalen mellan Stephen Hendry och Ryan Day. I VM året därpå dömde han en minnesvärd match mellan Hendry och Ding Junhui, där Hendry vann sitt 1000:e frame i VM. Moore har senare sagt att detta är den mest minnesvärda match han dömt.
Våren 2010 dömde Moore sin första rankingfinal, nämligen Welsh Open-finalen mellan John Higgins och Ali Carter. Senare samma år fick han äran att döma en av de "tre stora" finalerna inom snooker, UK Championship-finalen mellan John Higgins och Mark Williams. Det blev en mycket spännande och välspelad match, där Williams ledde med 9-5, men Higgins vände och vann med 10-9. Efteråt har Moore sagt "Om mina framtida finaler bara blir hälften så minnesvärd som denna, så kan jag inte klaga!".
I januari 2012 gavs Moore hedersuppdraget att för första gången döma finalen i Masters.